# Suaedeae
Suaedeae, tribus biljaka iz potporodice Salsoloideae, dio porodice štirovki. Sastoji se od tri roda i pr eko 100 vrsta

## Rodovi
1. Suaeda Scop. (96 spp.)
2. Bienertia Bunge ex Boiss. (4 spp.)
3. Sevada Moq. (1 sp.)
4. Lagenantha Chiov. (2 spp.)